# 바이러스의 사회사
바이러스의 사회사(Social history of viruses)는 바이러스와 바이러스 감염이 인류 역사에 미친 영향을 설명한다. 바이러스로 인한 유행병은 약 12,000년 전, 인류가 인구 밀도가 더 높은 농업 공동체를 형성했던 신석기 시대에 인간의 행동이 변화하면서 시작되었다. 이로 인해 바이러스가 급속히 확산되어 결국 풍토병이 되었다. 식물과 가축의 바이러스도 늘어나고, 인간이 농업에 의존하게 되면서 감자의 포티바이러스, 소의 우역 같은 질병은 파괴적인 결과를 가져왔다.
천연두와 홍역 바이러스는 인간을 감염시키는 가장 오래된 바이러스 중 하나이다. 다른 동물을 감염시킨 바이러스에서 진화한 이 바이러스는 수천 년 전 유럽과 북아프리카의 인간에게 처음 나타났다. 바이러스는 나중에 스페인 정복 기간 동안 유럽인에 의해 신세계로 옮겨졌지만 원주민은 바이러스에 대한 자연적인 저항력이 없었으며 전염병으로 인해 수백만 명이 사망했다. 인플루엔자 범유행은 1580년부터 기록되었으며, 이후 몇 세기 동안 빈도가 증가했다. 1918~19년의 전염병은 1년도 채 안 되어 4천만~5천만 명이 사망했으며 역사상 가장 파괴적인 사건 중 하나였다.
루이 파스퇴르와 에드워드 제너는 바이러스 감염으로부터 보호하기 위한 백신을 최초로 개발했다. 바이러스학이 탄력을 받은 1930년대 전자현미경이 발명되기 전까지는 바이러스의 본질이 알려지지 않았다. 20세기에는 오래된 질병과 새로운 질병 모두 바이러스에 의해 발생하는 것으로 밝혀졌다. 소아마비의 유행은 1950년대 백신 개발 이후에만 통제되었다. HIV는 수세기 동안 등장한 가장 병원성이 높은 새로운 바이러스 중 하나이다. 바이러스가 일으키는 질병 때문에 이에 대한 과학적 관심이 생겼지만 대부분의 바이러스는 유익하다. 레트로바이러스는 종 전체에 유전자를 전달하여 진화를 촉진하며 박테리오파지는 생태계에서 중요한 역할을 하며 생명에 필수적이다.